# Tornike Zarkua
Tornike Zarkua (georgiska: თორნიკე ზარქუა), född 1 september 1990, är en georgisk fotbollsspelare som för närvarande spelar för FK Dinamo Tbilisi i Umaghlesi Liga. Han kom till Dinamo år 2011, efter att tidigare ha spelat för Baia Zugdidi, och gjorde sin debut för klubben den 13 februari 2011. 